# Taenitis cordata
Taenitis cordata är en kantbräkenväxtart som först beskrevs av Gaud., och fick sitt nu gällande namn av Holtt. Taenitis cordata ingår i släktet Taenitis och familjen Pteridaceae. Inga underarter finns listade.